# (4140) Branham
Pour les articles homonymes, voir Branham.
(4140) Branham est un astéroïde de la ceinture principale d'astéroïdes. Il a été nommé en l'honneur de Richard L. Branham (né en 1943), astronome américain.

## Description
(4140) Branham est un astéroïde de la ceinture principale. Il fut découvert le 11 novembre 1976 à El Leoncito par l'Observatoire Félix-Aguilar. Il présente une orbite caractérisée par un demi-grand axe de 3,01 UA, une excentricité de 0,12 et une inclinaison de 7,7° par rapport à l'écliptique.

## Compléments